# Замок Вартенберг

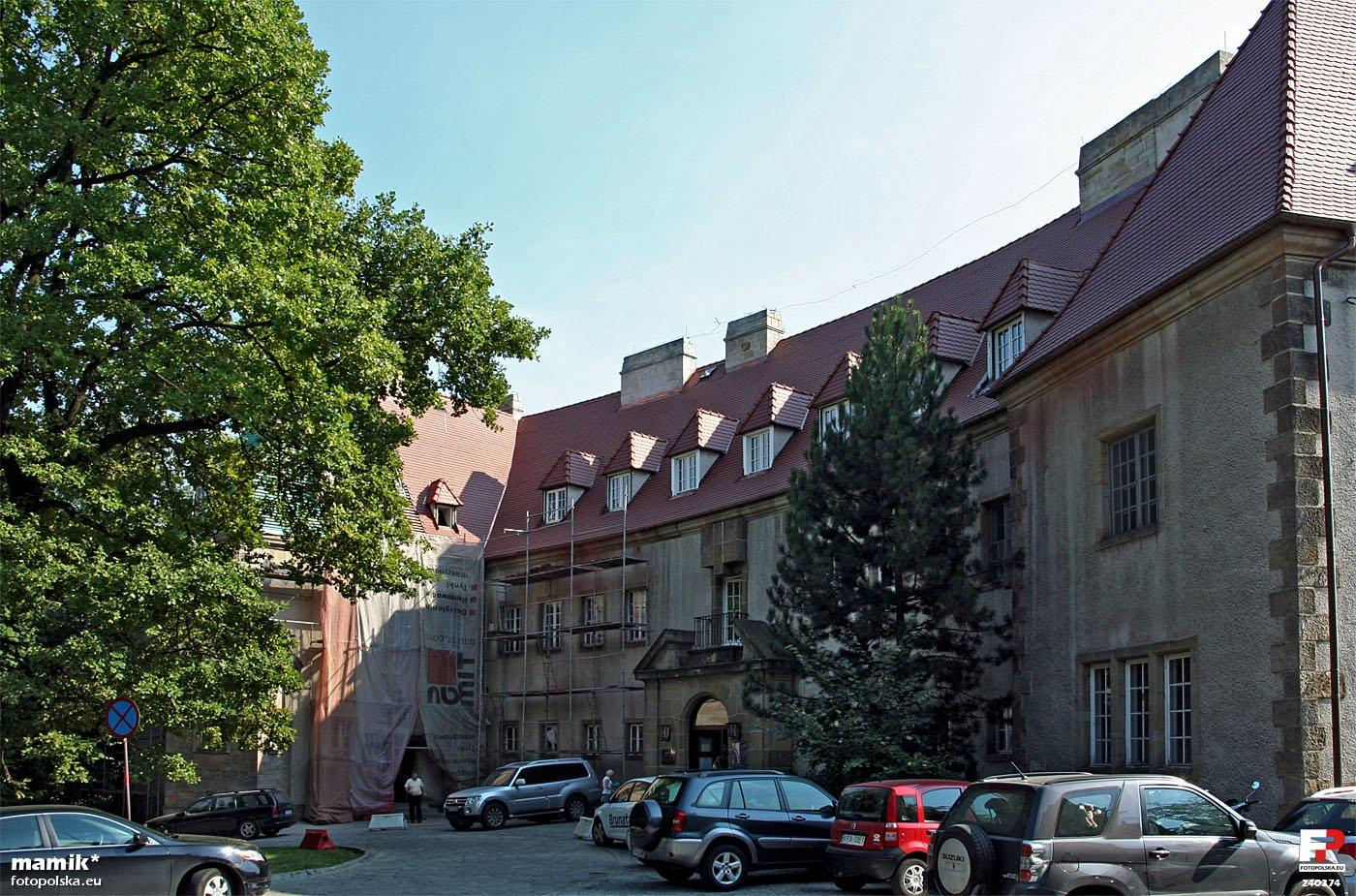
Вид замка со стороны подъезда

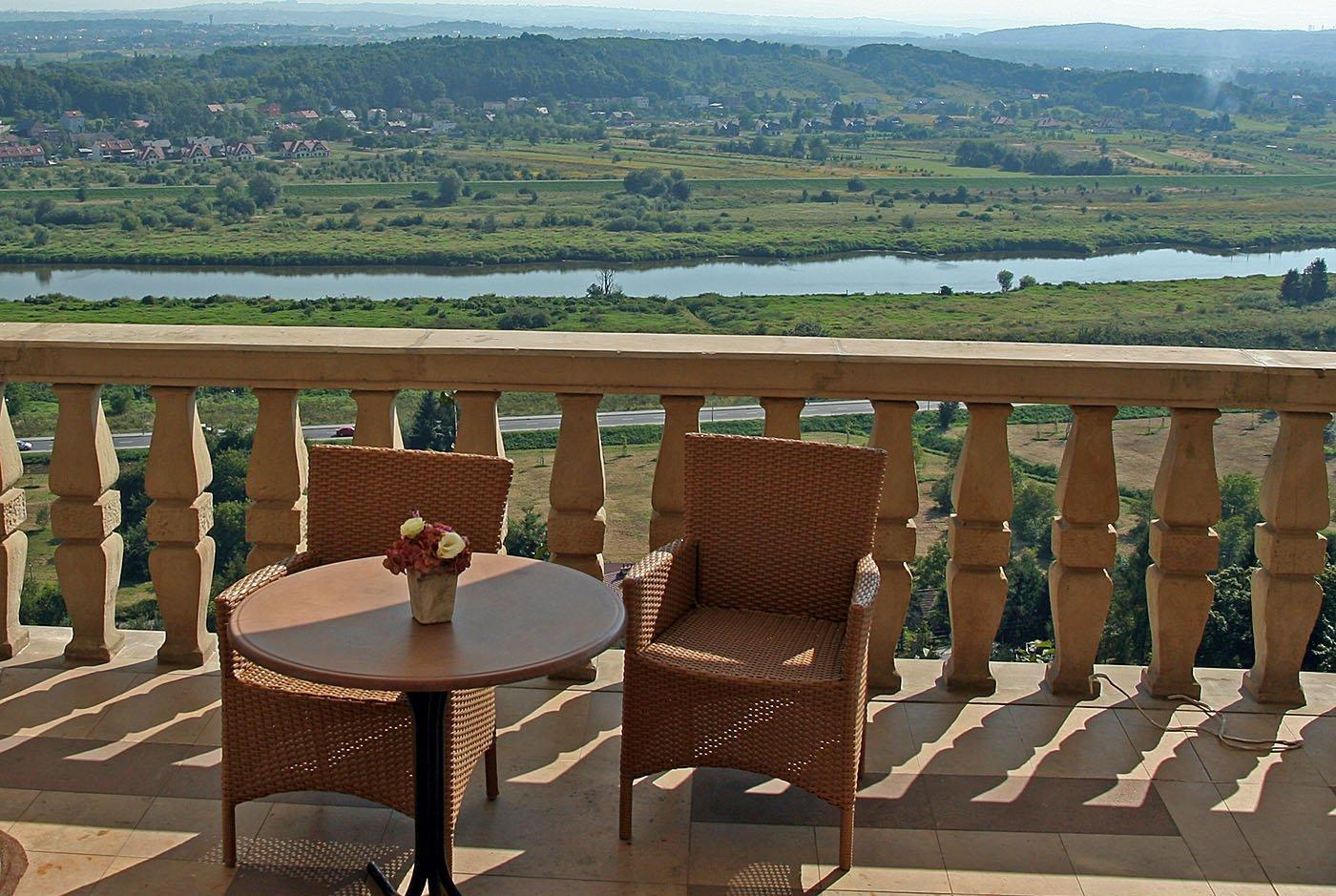
Вид с террасы замка

За́мок Вартенберг, другое наименование — Пшегожа́льский за́мок (пол. Zamek w Przegorzałach, нем. Schloss Wartenberg) — замок в Польше в микрорайоне Пшегожалы краковского района Дзельница VII Звежинец, располагающийся в лесопарке Вольский лес. Построенный во время Второй мировой войны, замок является одним из немногих сооружений в Кракове, представляющих архитектуру нацистской Германии. В настоящее время в замке находятся два исследовательских учреждения Ягеллонского университета. Возле замка находится Вилла Башня, являющаяся памятником Малопольского воеводства.

## История
Инициатором строительства замка был Отто Густав Вехтер, который за участие в июльском путче 1934 года против австрийского канцлера Энгельберта Дольфуса получил пост губернатора Краковского дискрикта. Отто Густа Вехтер имел свою городскую резиденцию в Дворце под баранами, а для летней резиденции он хотел себе взять Виллу Башню, которая в то время находилась в собственности польского архитектора Адольфа Шишко-Богуша. Ему было предложено сдать в аренду Виллу Башню либо переехать в другое место. Адольф Шишко-Богуш не согласился на предложение и 19 декабря 1940 года был арестован по сфабрикованным причинам. В первой половине 1941 года началась работа над проектом будущего замка Вантерберг, которым занимался освобождённый Адольф Шишко-Богуш. Проект замка был стилизован под средне-рейнские замки эпохи романтизма. С Адольфом Шишко-Богушем над проектом также работали австрийские архитекторы Рихард Пфоб и Ганс Петермайн.
Строительство замка началось в 1942 году, однако после переезда 1 февраля 1942 года семьи Вехтера во Львов, где Отто Густав Вехтер стал губернатором Галицийского дискрикта, строительные работы приостановились до 19 ноября 1943 года. В этот день Краков посетил Генрих Гиммлер и Ганс Франк подарил недостроенное здание СС для обустройства в нём санатория. В конце Второй мировой войны в замке находился госпиталь.
В 1952 году комплекс замка был передан Институту исследования леса Министерства лесного хозяйства. С 1973 года в нём располагался Институт польской диаспоры (в настоящее время — Институт полонистики)Ягеллонского университета, который в настоящее время занимает новый комплекс зданий вблизи замка.
В настоящее время в Пшегожальском замке находятся Институт европейских исследований и Центр исследования холокоста, являющиеся отделениями Ягеллонского университета. На первом этаже замка располагаются кафе и ресторан. Главной достопримечательностью замка сегодня является терраса, с которой открывается вид на юго-западную часть Кракова, реку Вислу и горной системы Оравских Бескид с Бабьей горой.